# 진월동
진월동(眞月洞)은 광주 남구의 행정동이자 법정동이다. 행정동으로서는 2021년 7월 26일에 효덕동에서 분동되었다.

## 관내 학교

### 초등학교
- 진월초등학교
- 광주효덕초등학교

### 중학교
- 광주동성여자중학교
- 광주동성중학교
- 대성여자중학교

### 고등학교
- 광주동성고등학교
- 광주여자상업고등학교
- 대성여자고등학교

### 대학교
- 광주대학교

## 법정동
- 진월동

## 주거
| 단지명                  | 건설사     | 시행사             | 주소                      | 입주        | 비고 |
| ----------------------- | ---------- | ------------------ | ------------------------- | ----------- | ---- |
| 진월 한국아델리움 1단지 | ㈜한국건설 | ㈜한국종합건설     | 남구 서문대로627번길 19   | 2005년 7월  |      |
| 진월 한국아델리움 2단지 | ㈜한국건설 | ㈜한국건설         | 남구 서문대로627번길 9    | 2011년 2월  |      |
| 진월 금광하늘연가       | 금광기업㈜ | ㈜동광에이치티에스 | 남구 서문대로663번안길 12 | 2005년 12월 |      |
| 진월 풍림               | 풍림산업   | 풍림산업           | 남구 화산로31번안길 2     | 2000년 12월 |      |
| 삼익세라믹 진월 3차     | ㈜삼익     | ㈜삼익             | 남구 화산로31번길 17      | 2000년 12월 |      |
| 진월한신 1차            | 한신공영   | 한신공영           | 남구 광복마을4길 9-1      | 1996년 11월 |      |
| 진월한신 2차            | 한신공영   | 한신공영           | 남구 서문대로701번길 21   | 1997년 3월  |      |
| 진월 아남               | 아남건설㈜ | 아남건설㈜         | 남구 금당로3길 20         | 1997년 11월 |      |
| 진월 새한               | 새한건설㈜ | 새한건설㈜         | 남구 광복마을길 53        | 1998년 3월  |      |